# Шахуджі
Шахуджі (*शाहूराजे, 18 травня 1682 — 15 грудня 1749) — 5-й чхатрапаті (імператор) держави маратхів у 1707–1749 роках.

## Життєпис
Походив з династії Бхосле. Син чхатрапаті Самбхаджі. У 1689 році після страти батька моголами фортецю Райгад, де сховався Шахуджі разом з матір'ю було оточено могольською армію. Зрештою у лютому місяці вона була захоплено. Шахуджі відправлено до Делі, де він знаходився у в'язниці до смерті падишаха Аурангзеба.
У 1707 році новий падишах Бахадур-шах I звільнив Шахуджі, який висунув свої права на трон маратхів, якими на той час від свого сина Шиваджі II правила Тара Баї, удова Раджарама, іншого сина Шиваджі. Завдяки вправним діям Дханаджі Джадхана та Баладжі Вішванатха війська перейшли на бік Шахуджі, який посів трон чхатрапаті (імператора). У 1708 році відбулася офіційна коронація. Проте боротьба з Тара Баї та її прихильниками тривала до 1712 року, з деякими перервами. Й лише угодою 1731 року у Варні було визнано розділ держави маратхів на Сатарську (на чолі з Шахуджі), та Колхапурську (керувала Тара Баї та її син Самбхуджі I).
Втім вже з 1713 року владу на себе перебрав пешва Баладжі, а після смерті того у 1720 році — його син Баджі Рао I. Реальна влада Шахуджі на кінець його правління обмежувалася невеликою територією навколо Сатара. Фактичними володарями імперії Маратха стали пешви разом з іншими маратхськими родами — гайквадами у м. Барода (Гуджарат), Скиндіями (Гваліор), Холкарами (Індор), Бхосле (Нагпур). 
У 1730-х роках намагався скористатися протистоянням серед родини пешви для відновлення впливу. У 1735 році уклав союз з Манаджі Ангрією проти його брата Самбхаджі, намагаючись захопити Конканське узбережжя. Помер 1749 року. Наслідував його названий син Раджарам II.